# فرودگاه دانشگاه پزشکی مرکز نوادای جنوبی
فرودگاه دانشگاه پزشکی مرکز نوادای جنوبی (به انگلیسی: University Medical Center of Southern Nevada) یک فرودگاه همگانی است . این فرودگاه در کشور ایالات متحده آمریکا قرار دارد .